# Центральный биномиальный коэффициент
В математике n-й центральный биномиальный коэффициент определяется следующим выражением в терминах биномиальных коэффициентов
{\displaystyle {2n \choose n}={\frac {(2n)!}{(n!)^{2}}}} для всех {\displaystyle n\geq 0}.
Они получили своё название в связи с тем, что они находятся в точности посередине чётных рядов в треугольнике Паскаля. Первые несколько центральных биномиальных коэффициентов выписаны ниже, начиная с n = 0:
1, 2, 6, 20, 70, 252, 924, 3432, 12870, 48620, … последовательность A000984 в OEIS

## Свойства
Производящая функция:
{\displaystyle {\frac {1}{\sqrt {1-4x}}}=1+2x+6x^{2}+20x^{3}+70x^{4}+252x^{5}+\cdots .}

По формуле Стирлинга получаем:
{\displaystyle {2n \choose n}\sim {\frac {4^{n}}{\sqrt {\pi n}}}} при {\displaystyle n\rightarrow \infty }.

Полезные ограничения:
{\displaystyle {\frac {4^{n}}{\sqrt {4n}}}\leq {2n \choose n}\leq {\frac {4^{n}}{\sqrt {3n+1}}}} для каждого {\displaystyle n\geq 1}

Если нужна большая точность:
{\displaystyle {2n \choose n}={\frac {4^{n}}{\sqrt {\pi n}}}\left(1-{\frac {c_{n}}{n}}\right)} где {\displaystyle {\frac {1}{9}}<c_{n}<{\frac {1}{8}}} для всех {\displaystyle n\geq 1}.

С этим понятием тесно связаны т. н. числа Каталана, Cn. Их формула:
{\displaystyle C_{n}={\frac {1}{n+1}}{2n \choose n}={2n \choose n}-{2n \choose n+1}} для каждого {\displaystyle n\geq 0}.
Обобщением центральных биномиальных коэффициентов можно считать числа {\displaystyle {\frac {\Gamma (2n+1)}{\Gamma (n+1)^{2}}}={\frac {1}{n\mathrm {B} (n+1,n)}}}, для всех действительных n, при которых выражение определено, где {\displaystyle \Gamma (x)} — это Гамма-функция, а {\displaystyle \mathrm {B} (x,y)} это Бета-функция.